# Maria Antonina Kratochwil
Maria Antonina Kratochwil, née le 21 août 1881 à Vítkovice et morte le 7 octobre 1942 à Ivano-Frankivsk est une religieuse catholique polonaise d'origine austro-hongroise, béatifiée par le pape Jean-Paul II comme l'une des 108 martyrs de la Seconde Guerre mondiale. Elle est connue pour son aide apportée aux Juifs pendant l'Holocauste.
Membre des Sœurs des écoles de Notre-Dame résidant dans la région de Kresy de la Seconde République polonaise avant le début de la guerre, elle est arrêtée par les Allemands avec d'autres sœurs un an après l'opération Barbarossa de 1941 en raison de ses activités antinazies. Soumise à des sévices en prison, elle contracte le typhus et meurt peu après sa libération précipitée.

## Biographie
Maria Antonina naît près d'Ostrava où ses parents étaient arrivés deux ans auparavant de Węgierska Górka au moment de la partition de l'Autriche. Pour assurer la subsistance de la famille, son père travaille dans une fonderie. En 1885, la famille retourne dans la ville natale de sa mère, à Węgierska Górka, près de Żywiec, et s'installe à Bielsko, à proximité.
En 1901, Maria Antonina entre dans la Congrégation des Sœurs des écoles de Notre-Dame, un ordre catholique romain mondial consacré à l'enseignement primaire, secondaire et post-secondaire. Elle réussit ses examens de maturité en 1906 et devient sœur professe. Dix ans avant la renaissance de la Pologne indépendante, elles est envoyée à Karviná près de Cieszyn pour y enseigner dans une école primaire polonaise, à deux reprises : entre 1906-1909 et 1910-1917. La Pologne devenue indépendante, elle s'installe à Lwów, dans la région de Kresy, où elle enseigne jusqu'en 1925, puis y dirige un pensionnat catholique jusqu'en 1932, date à laquelle elle s'installe dans la ville de Tłumacz pour former d'autres sœurs à devenir enseignantes, et revint à Lwów, où elle est nommée directrice d'une école d'instituteurs de 1931 à 1939.

### Seconde Guerre mondiale
Après l'invasion soviétique de la Pologne au début de la Seconde Guerre mondiale, le NKVD ferme les écoles polonaises de Lwów et renvoie les sœurs. Maria Antonina s'installe alors à Mikuliczyn avec ses collègues religieuses, en décembre 1939 (ou février 1940). Mais les Soviétiques attaquent le couvent de Mikuliczyn, le nationalisent et en expulsent les sœurs ; il leur est interdit de porter à nouveau leurs habits religieux. En juin 1941, Lwów est reprise par les Allemands au début de l'opération Barbarossa. Un an plus tard, le 9 juillet 1942, sœur Maria Antonia est arrêtée avec six autres religieuses par la Gestapo et jetée en prison à Stanisławów (devenue Ivano-Frankivsk, dans l'ouest de l'Ukraine), une capitale provinciale où vit une importante population juive piégée dans le ghetto. Les sœurs sont enfermées dans une cellule avec des dizaines d'autres femmes. Sœur Kratochwil proteste contre le traitement brutal des femmes juives détenues par le bureau de la Gestapo dirigé par le célèbre SS - Hauptsturmführer Hans Krüger, criminel de l'Holocauste. Pour le punir de son audace, Kratochwil est torturée physiquement. De retour en cellule toute ensanglantée, elle ne pouvait plus se coucher sur le dos. Les six sœurs sont libérées fin septembre 1942, après des semaines d'interrogatoires.
Maria Antonina meurt des suites de ses blessures le 2 octobre 1942 dans un hôpital, cinq jours après sa sortie de prison. Elle est inhumée au cimetière Sapieżyński (aujourd'hui disparu) de Stanisławów,. Sœur Kratochwil a été déclarée patronne de Shalom lors de la 3e réunion internationale de Shalom qui s'est tenue au Salvador en août 2000. Un petit livre sur sa vie est publié en 2001. Endurant des conditions inhumaines (faim, coups, tortures, moqueries), elle témoigne de l’amour chrétien, de la foi et du pardon ; elle sert d'exemple à ses co-détenues religieuses et laïques. Cinq jours après sa sortie de prison, elle meurt des suites des tortures aggravées par le typhus.